# 더 허니 포트
더 허니 포트(The Honey Pot)는 미국에서 제작된 조셉 L. 맨키위즈 감독의 1967년 코미디, 범죄 영화이다. 렉스 해리슨, 수전 헤이워드, 클리프 로버트슨, 카푸치네, 에디 애덤스 (배우), 매기 스미스가 주연으로 출연하였다.

## 출연
- 렉스 해리슨
- 수전 헤이워드
- 클리프 로버트슨
- 카푸치네
- 에디 애덤스 (배우)
- 매기 스미스
- 아돌포 셀리